# Sysojewo (Czichaczowskoje)
Sysojewo (ros. Сысоево) – wieś (ros. деревня, trb. dieriewnia) w zachodniej Rosji, w osiedlu wiejskim Czichaczowskoje rejonu bieżanickiego w obwodzie pskowskim.

## Geografia
Miejscowość położona jest 7,5 km od drogi regionalnej 58K-018 (Porchow – Chriapjewo), 33 km od centrum administracyjnego osiedla wiejskiego (Aszewo), 46,5 km od centrum administracyjnego rejonu (Bieżanice), 106 km od stolicy obwodu (Psków).

## Demografia
W 2010 r. miejscowość zamieszkiwało 20 osób.